# Ottawa, Illinois
Ottawa är en stad och administrativ huvudort i LaSalle County, Illinois, USA. Staden har en yta av 33,2 km² och en folkmängd, som uppgår till 18 768 invånare (2010). 

## Kända personer från Ottawa
- Harry Kelly, politiker
- Johnston McCulley, författare